# Ammodytes dubius
Espèce
Le lançon du nord est un poisson de 25 cm vivant dans le nord de l'Atlantique, du Groenland à la Caroline du Nord.